# Un recuerdo de luz
Un recuerdo de luz (en inglés: A Memory of Light) es la decimocuarta y última novela de la saga de fantasía La rueda del tiempo, escrita por los autores estadounidenses Robert Jordan y Brandon Sanderson, y publicado por Tor Books. Originalmente se esperaba que se publicara alrededor de marzo de 2012, el libro se retrasó varias veces y la edición finalmente se lanzó el 8 de enero de 2013. El libro electrónico no se lanzó hasta el 8 de abril de 2013. El libro alcanzó el número 1 en varias listas de best-sellers.
El título Un recuerdo de luz estuvo previamente destinado a una novela que iba abarcar el material en lo que ahora son las novelas 12 y 13. Este material original quedó incompleto en el momento de la muerte de Jordan el 16 de septiembre de 2007 de amiloidosis cardíaca; su viuda Harriet McDougal y el editor Tom Doherty decidieron publicar póstumamente el trabajo de Jordan. Tor Books anunció que Brandon Sanderson había sido elegido para terminar de escribir la novela.
La novela sin terminar se dividió en tres volúmenes porque se creía que un solo volumen sería demasiado grande para imprimir. Inicialmente se planeó que los tres se titularán Un recuerdo de luz con distintos subtítulos; con el tiempo este plan se abandonó y los tres volúmenes se titularon La tormenta (publicada el 27 de octubre de 2009), Torres de medianoche (publicada el 2 de noviembre de 2010) y Un recuerdo de luz (publicada el 8 de enero de 2013).

## Resumen de la trama
En el prólogo, los ejércitos de la humanidad se reúnen en preparación para Tarmon Gai'don, al igual que las fuerzas de la Sombra. El renegado Demandred realiza una incursión en la ciudad de Caemlyn, enviando trollocs para capturar los cañones conocidos como dragones, una tecnología desarrollada conjuntamente por Matrim Cauthon, la Reina Elayne Trakand y la antigua iluminadora Aludra. Talmanes y la Compañía de la Mano Roja lanzan un desesperado contraataque y extraen con éxito los cañones de la ciudad, pero Caemlyn queda tomada por los trollocs. La Luz se ve reforzada por personas que vienen de todas partes del mundo para luchar, sintiendo que se acerca el fin de todas las cosas, mientras que la Sombra recibe a un nuevo renegado: Mazrim Taim, ahora llamado «M'Hael».

### Campo de Merrilor
Rand al'Thor prepara una reunión de todas las naciones en el Campo de Merrilor, para persuadirlos a luchar en Tarmon Gai'don. Mat vuelve a Ebou Dar para localizar a Tuon, solo para encontrar la ciudad llena de asesinos enviados por uno de sus generales. En la Torre Negra, Logain Ablar ha desaparecido y Mazrim Taim está forzando a «transmutar» a quienes se le oponen para que se unan a la Sombra. Los asha'manes que aún son leales a Logain, liderados por Androl Genhald y la embajadora de las Aes Sedai, Pevara Tazanovni, preparan un rescate. En la reunión con los líderes de las naciones, Rand propone un tratado llamado «La paz del dragón» por el «precio» que supone entregar su vida para acabar con el Oscuro. El tratado dispone que las fronteras de todas las naciones permanezcan fijas y que la guerra quede prohibida, su plan también abarca romper con los sellos restantes de la prisión del Oscuro. La acalorada discusión subsiguiente solo es resuelta cuando Moraine Damodred cita las Profecías del Dragón y convence a Egwene para que rompa los sellos ella misma. Los Aiel, persuadidos por las visiones apocalípticas de Aviendha durante Torres de medianoche, exigen estar sujetos al tratado, como árbitros de cualquier disputa. Cuando Elayne Trakand señala que no se puede mantener la paz si los Seanchan están exentos del tratado, Rand accede a persuadir su cooperación, y nombra a Elayne comandante en jefe de los ejércitos que anteriormente él mismo comandaba.

### La guerra
Elayne despliega sus fuerzas en cuatro campañas diferentes, de las cuales Caemlyn debe ser retomada por las tropas de andorianas y cairhieninas; Egwene comanda un ejército de Aes Sedai para reforzar Kandor, mientras que Lan Mandragoran y los ejércitos fronterizos se dirigen a defender el Desfiladero de Tarwin. El propio Rand conduce a los Aiel para enfrentar al Oscuro en Shayol Ghul. Los cuatro «Grandes Capitanes» se colocan al mando de cada campaña: Gareth Bryne en Kandor, Agelmar Jagad en el Desfiladero de Tarwin, Rodel Ituralde a Shayol Ghul, y Davram Bashere para servir a Elayne directamente. Las campañas devienen en desastre cuando Graendal, ahora rebautizada como Hessalam, incita a los comandantes a equivocarse en las tácticas militares.
Rand se gana el apoyo de los Seanchan al persuadir a Tuon en Ebou Dar que su autoridad, como la reencarnación de Lews Therin, es más ancestral que la de ella. Así es que los Seanchan marchan a la batalla con Mat como uno de sus generales. Acompañado solamente por Moraine, Nynaeve al'Meara, y el sa'angreal Callandor, Rand se enfrenta al nae'blis del Oscuro, Moridin; y es interrumpido sólo cuando Rand hace contacto con el Oscuro mismo. Mientras tanto, Perrin Aybara entra en el Tel'aran'rhiod para proteger a Rand de Verdugo. En esto es asistido por la renegada Lanfear; pero al ser herido por Verdugo, se ve obligado a retirarse.
Rand y Egwene descubren que los engendros de la sombra se han apoderado de algunos de los sellos del Oscuro e informan de su búsqueda a los generales. Las fuerzas de Elayne incendian Caemlyn para obligar a los trollocs a perseguirlos; pero también son perseguidos por una nueva fuerza del norte, y solo son rescatados de la aniquilación total cuando Logain y su asha'manes leales llegan a la batalla. En el Desfiladero de Tarwin, los fronterizos se ven obligados retroceder ante la abrumadora fuerza enemiga; mientras que en Kandor, Egwene y las Aes Sedai se ven inesperadamente rebasadas por la nación de Shara, bajo el mando de Demandred. Al darse cuenta de que el medallón de cabeza de zorro de Mat lo convierte en el único general competente inmune a la «compulsión» hostil realizada por Grandeal, Egwene le da el mando de sus fuerzas, y Mat reúne a los supervivientes de las cuatro campañas en Campo de Merrilor.

### La Última Batalla
Para atraer a Demandred a una trampa, Mat entabla una disputa pública con Tuon, y los Seanchan abandonan el campo de batalla. Perrin continúa la búsqueda de Verdugo. En Shayol Ghul, Graendal empieza a atacar a los Aiel que se encuentran defendiendo el lugar. Cuando Demandred desafía al Rand, ausente de la batalla en Campo de Merrilor, Gawyn Trakand lo ataca directamente y es mortalmente herido. Más tarde, su medio hermano mayor Galad Damodred es gravemente herido en el mismo esfuerzo; pero antes hiere a Demandred. El puesto de comando de Mat es atacado directamente por las fuerzas de Shara, y Siuan Sanche es asesinada en la apresurada defensa. Gareth Bryne pierde la razón y muere poco después. Elayne es atacada por varios amigos siniestros al mando de Doilin Mellar, quienes arreglan una pantomima con una mujer muerta muy similar a Elayne para desmoralizar a sus tropas.
El contingente de Faile llega a Merrilor, pero casi de inmediato son traicionados por amigos siniestros. Faile se apodera del Cuerno de Valere (capaz de traer a la vida a héroes fallecidos), que le confiere a Olver para que se lo haga llegar de alguna forma a Mat y así pueda activarlo. Androl y Pevara rastrean al M'Hael y le roban los sellos restantes en la prisión del Oscuro. En el fragor de la batalla, Egwene le pide a Leilwin Sin Barco (Eganin) que sea su guardián y ataca a M'Hael. M'Hael usa fuego compacto para destruir un número considerable de Aes Sedai. En medio de su duelo con M'Hael, Egwene activa la «Llama de Tar Valon», capaz de contrarrestar el fuego compacto, y sacrifica su propia vida para destruir a M'Hael y sus seguidores. Poco después, Galad le da el medallón de cabeza de zorro de Mat a Lan y este mata a Demandred en combate singular. Olver suena el Cuerno de Valere, convocando a los héroes legendarios para rescatar a Elayne. Mat usa a los héroes y los refuerzos Seanchan para hacerse con la victoria.

### Shayol Ghul
Afuera del entramado, Shai'tan y Rand se baten en duelo al construir sus visiones de lo que la realidad podría ser después del Tarmon Gai'don, y finalmente alcanzan un punto muerto con la premisa de que el entramado está incompleto en caso de que uno de los dos sea derrotado. Perrin mata a Verdugo en la Fosa de la Perdición, y luego mata a Lanfear. Mat mata a Padan Fain con su propia daga, también a las afueras de la Fosa de la Perdición. Olver y los héroes resucitados ganan la batalla, mientras que Aviendha esclaviza mentalmente a Graendal, no sin antes recibir una herida de consideración en las piernas y de matar al jefe Aiel Rhuarc, que se encontraba bajo los efectos de la compulsión. Rand reanuda su duelo con Moridin, durante el cual Rand, Moraine y Nynaeve toman el control de Moridin y usan su poder para crear un enorme tejido de saidar, saidin y poder verdadero combinados. Al ver este uso descomunal del Poder Único, Logain rompe los sellos de la prisión del Oscuro, y Rand usa el enorme tejido de tres poderes, primero para capturar al Oscuro, y más tarde para recrear su prisión sin fallas.

### Epílogo
Privada de la influencia del Oscuro, La Llaga se disuelve. Mat se reúne con Tuon, quien revela que está embarazada de él; mientras que Perrin ubica a Faile enterrada bajo cadáveres de los trollocs, pero viva, y está hereda el trono de Saldaea ante la muerte de sus padres. Cadsuane Melaidhrin es elegida la nueva Sede Amyrlin, mientras que Moghedien, la única renegada sobreviviente, es capturada por una sul'dam. Thom Merrilin y Moraine, Lan y Nynaeve, se quedan con Rand, quien muere lentamente de sus heridas. Una pira funeraria es llevada a cabo; pero se revela que Rand había intercambiado cuerpos con Moridin, y por lo tanto está vivo. Ya no es capaz de canalizar el Poder Único, pero tiene la capacidad de manipular el entramado directamente, aunque no está claro en qué medida.

## Demoras en la publicación
Inicialmente, se esperaba que la novela se publicará alrededor de marzo de 2012. El 21 de diciembre de 2011, Sanderson anunció en Twitter que «Un recuerdo de luz -el último libro de La rueda del tiempo- ha sido terminado». Ese mismo día, Sanderson también anunció en Twitter que las revisiones tardarían «unos buenos seis meses» y que el libro probablemente se lanzaría en otoño de 2012 (en inglés). Tor lanzó el libro el 8 de enero de 2013, aunque el libro electrónico no se publicó hasta el 8 de abril de 2013.

## Crítica sobre el lanzamiento del libro electrónico
Hubo una reacción negativa en contra del editor, Tor, por retrasar el lanzamiento del libro electrónico. Esto incluyó reseñas mediocres del título en Amazon y otros sitios web de venta de libros. Brandon Sanderson declaró que la decisión fue la de la esposa de Robert Jordan, Harriet McDougal, quien estaba preocupada de que el libro no llegaría a la cima de las listas de los libros más vendidos, como lo hicieron todos los anteriores La rueda del tiempo, si las compras eran divididas entre el libro electrónico y la versión en tapa dura. McDougal sintió que esto dañaría el legado de su esposo; Sanderson afirmó que originalmente había presionado por retrasar el libro un año más. Varios usuarios amenazaron con descargar el libro pirateado a menos que el oficial estuviera disponible el día del lanzamiento.
McDougal aclaró su razonamiento en una entrevista del 18 de marzo de 2013 con el editor de Tor, Tom Doherty. McDougal explicó que «las librerías físicas fueron muy buenas para Robert Jordan a lo largo de su carrera. Ahora están teniendo dificultades. Esta fue una oportunidad para que Robert Jordan le devolviera algo a las personas que habían sido muy buenos con él durante 20 años. Esa fue realmente la razón principal para el retraso».